# Luis de Vargas

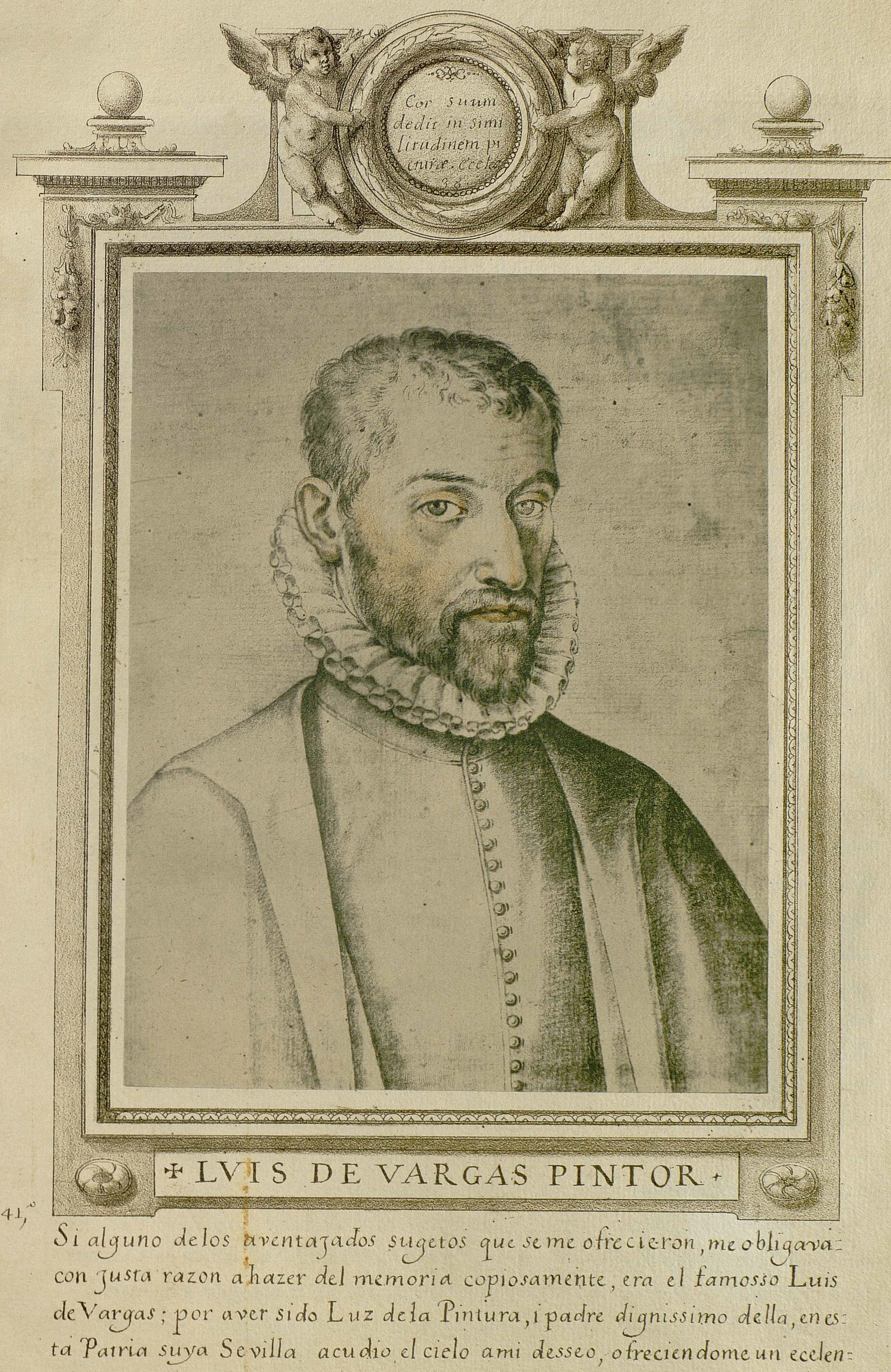
Portret van Luis de Vargas (door Francisco Pacheco

Luis de Vargas (1502 - 1568) was een Spaanse kunstschilder die voornamelijk actief was in Sevilla. Zijn stijl behoort tot de hoogrenaissance.
Hij verbleef veertien jaar in Rome waar hij beïnvloed werd door het maniërisme. Perin del Vaga was zijn leermeester. Later keerde hij terug naar Sevilla.
- Biblioteca Nacional de España: XX1147357
- Gemeinsame Normdatei: 143707760
- International Standard Name Identifier: 0000 0001 1574 4086
- Library of Congress Control Number: no98021012
- RKD-Nederlands Instituut voor Kunstgeschiedenis: 79447
- Système universitaire de documentation: 177176113
- Union List of Artist Names: 500023742
- Virtual International Authority File: 73465973
- WorldCat: E39PCjvJjtMxHT8F8K6jxCFcpq